# Арена (митология)
Вижте пояснителната страница за други значения на Арена.
Арена (на старогръцки: Ἀρήνη, Arene) в гръцката митология е дъщеря на спартанския цар Ойбал и на Горгофона (дъщеря на Персей). Полусестра е на Тиндарей, Икарий и Хипокоон, които са синове на Ойбал и нимфата Батия.
Тя е съпруга на Афарей (цар на Месена) и майка на аргонавтите Линцей и Идас. Според Павзаний Афарей нарича новооснован от него град на нея Арена. На нея е наречен също извора Арена в Трифилия в Пелопонес.